# Peter Burnett
Pour les articles homonymes, voir Burnett.
Peter Hardeman Burnett, né le 15 novembre 1807 à Nashville, Tennessee, et mort le 17 mai 1895 à San Francisco, Californie, est un homme politique américain.

## Biographie
Il est le premier gouverneur de la Californie, entre le 20 décembre 1849 et le 9 janvier 1851. Il a auparavant la fonction de gouverneur militaire et territorial de la Californie, en décembre 1849. Il est mort à San Francisco en 1895.